# A-383
La A-383 es una autovía autonómica andaluza en la provincia de Cádiz. Pertenece a la Red Básica de Articulación dentro del Catálogo de Carreteras de Andalucía.
La autovía es un acceso a La Línea de la Concepción y Gibraltar desde el este. Es conocida como la "Carretera del Higuerón", al estar el Mirador del Higuerón situada junto a esta.

## Recorrido
Empieza en la salida 124 de la A-7, que también da acceso a las playas de La Alcaidesa. Continúa hacia el sur con un trayecto con curvas y fuerte pendiente (hasta el 8 %) terminando su tramo de autovía en un cruce de rotonda en su punto kilométrico 4+700.
A partir de aquí es una calzada de un solo carril por sentido, que atraviesa el polígono comercial del Zabal Bajo como travesía y suele sufrir congestiones por las mañanas. La carretera termina en una rotonda en la calle María Guerrero de La Línea.
| Número de Salida | Nombre de Salida                                                                 | Carretera que enlaza |
| ---------------- | -------------------------------------------------------------------------------- | -------------------- |
|                  | La Alcaidesa -San Roque-Cádiz-Estepona-Málaga                                    | E-15 A-7             |
|                  | Inicio de la Autovía Acceso Oeste a La Línea                                     |                      |
| 2                | vía de servicio - mirador El Higuerón                                            |                      |
| 3                | Santa Margarita - cambio de sentido                                              |                      |
|                  | La Línea de la Concepción-Gibraltar - aeropuerto continúa por la carretera A-383 | A-383                |
|                  | vía de servicio                                                                  |                      |

## Futuro
Existen planes para ejecutar una segunda fase de la autovía, por un trazado ligeramente más al oeste que el actual, bordeando el polígono del Zabal. Esta variante contará con un carril bici, y terminará en la Ronda Norte de La Línea, entre el centro comercial Gran Sur y el depósito municipal de vehículos.
A fecha de diciembre de 2008, las obras no han empezado debido a discordancias entre la Junta de Andalucía y el Ayuntamiento de la ciudad en el tema de las expropiaciones de terrenos.
A fecha de mayo de 2020, La Junta de Andalucía ha sometido la revisión del proyecto caducado y ha actualizado el proyecto con una duración de 12 meses.

## Tramos
| Denominación | Tramo                | Año servicio / Estado (2025)                                                                          | km  |
| ------------ | -------------------- | --- | --- |
| A-383        | A-7-El Zabal         | 2006                                                                                                  | 4,8 |
|              | El Zabal-Ronda Norte | En nueva redacción de proyecto (nuevo proyecto actualizado) (pendiente someter a información pública) | 2,4 |